# Brandon Soo Hoo
Brandon Soo Hoo (né le 2 novembre 1995 à Pasadena, en Californie, aux États-Unis) est un acteur américain.

## Biographie

### Enfance et vie privée
Brandon Soo Hoo est un jeune chinois américain né le 2 novembre 1995 en Californie.

### Carrière d'acteur
Brandon Soo Hoo commence sa carrière d'acteur  en 2006 à l'âge de 10 ans dans une pub pour une chaîne de magasins de jouet. Il fit des apparitions dans plusieurs séries de  Disney Channel’s, mais c'est en 2008 qu'il intervient dans le cinéma avec le film Tonnerre sous les tropiques avec et de Ben Stiller.
Remarqué, il tourne la même année le premier volet de G.I. Joe : Le Réveil du Cobra (G.I. Joe: The Rise of Cobra) dans lequel il joue Storm Shadow enfant. Il obtient un Young Artist Award pour ce rôle.
De 2010 à 2012, il joue le rôle de Connor dans la série Supah Ninjas de Nickelodeon. Il y gagnera un prix Best Performance in a TV series. Il est aussi présent dans la série Workaholics depuis 2011.
En 2011, le jeune chinois apprend qu'il a été accepté en tant que Fly Molo dans la prochaine saga à succès : La Stratégie Ender (Ender's game). Fly Molo est un jeune étudiant surdoué et un bon ami du personnage principal (Ender). Étant donné que cette saga est divisée en 4 livres, Brandon Soo Hoo reprendra certainement ce rôle.

## Filmographie
| Année     | Titre                             | Rôle                | Notes           |
| --------- | --------------------------------- | ------------------- | --------------- |
| 2007      | 1, rue Sésame                     | Bicycle boy         |                 |
| 2008      | Tonnerre sous les tropiques       | Tran                |                 |
| 2008      | Earl                              | Dennis              | série TV        |
| 2009      | G.I. Joe : Le Réveil du Cobra     | Storm shadow enfant |                 |
| 2009      | Til Death                         | Ernie               |                 |
| 2010      | Everyday Kid                      | Mike Oh             |                 |
| 2010      | Community                         | Abed's Chang        | série télévisée |
| 2010      | Workaholics                       | Punk Kid            | série télévisée |
| 2011-2013 | Supah Ninjas                      | Connor              | série télévisée |
| 2012      | Incredible Crew                   | Various             |                 |
| 2013      | La Stratégie Ender (Ender's Game) | Fly Molo            |                 |
| 2014      | Une nuit en enfer                 | Scott Fuller        | série télévisée |

- 2021 : Music de Sia